# Hässlen
Hässlen är ett naturreservat i Hedemora kommun, Dalarnas län, inte långt från Brattfors. Reservaten ligger cirka två kilometer från naturreservatet Realsbo hage med vilken den är förbunden med en gångstig.
Hässlen ombildades från domänreservat till naturreservat 1996 och omfattar 11,5 ha. Det är ett av Sveriges nordligaste bestånd av hassel (Corylus avellana). I den intilliggande granskogen häckar ett 20-tal par nötkråka (Nucifraga caryocatactes) och området hyser även fjärilen snövit hasselmätare (Asthena albulata), som enda lokal i Dalarna. Bland växter kan bland annat nämnas brudsporre (Gymnadenia conopsea), darrgräs (Briza media), fältgentiana (Gentianella campestris) och klasefibbla (Crepis praemorsa). Området är en rest från slåtterlandskapet, och slås fortfarande för att bibehålla mångfalden. Området är ett populärt besöksmål och har även en grillplats. På området finns ett gammalt hemman som ägs av Sveaskog.

## Galleri

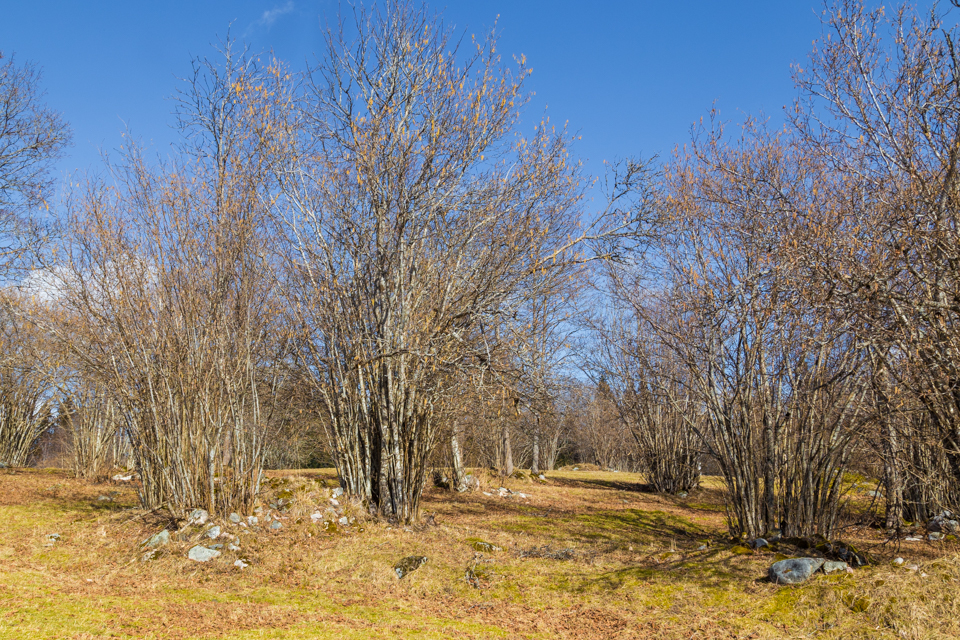
Hasselbestånd
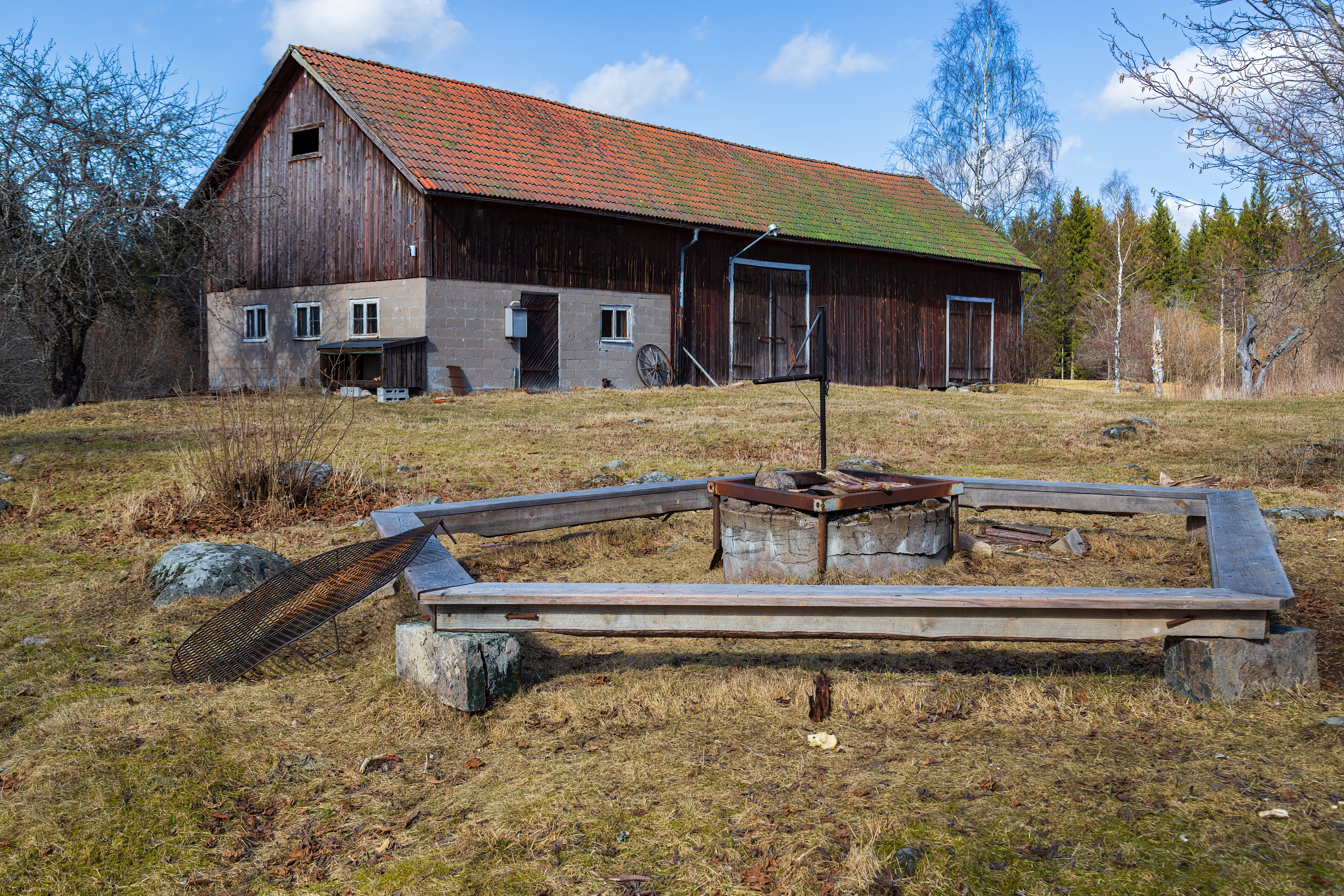
Grillplatsen
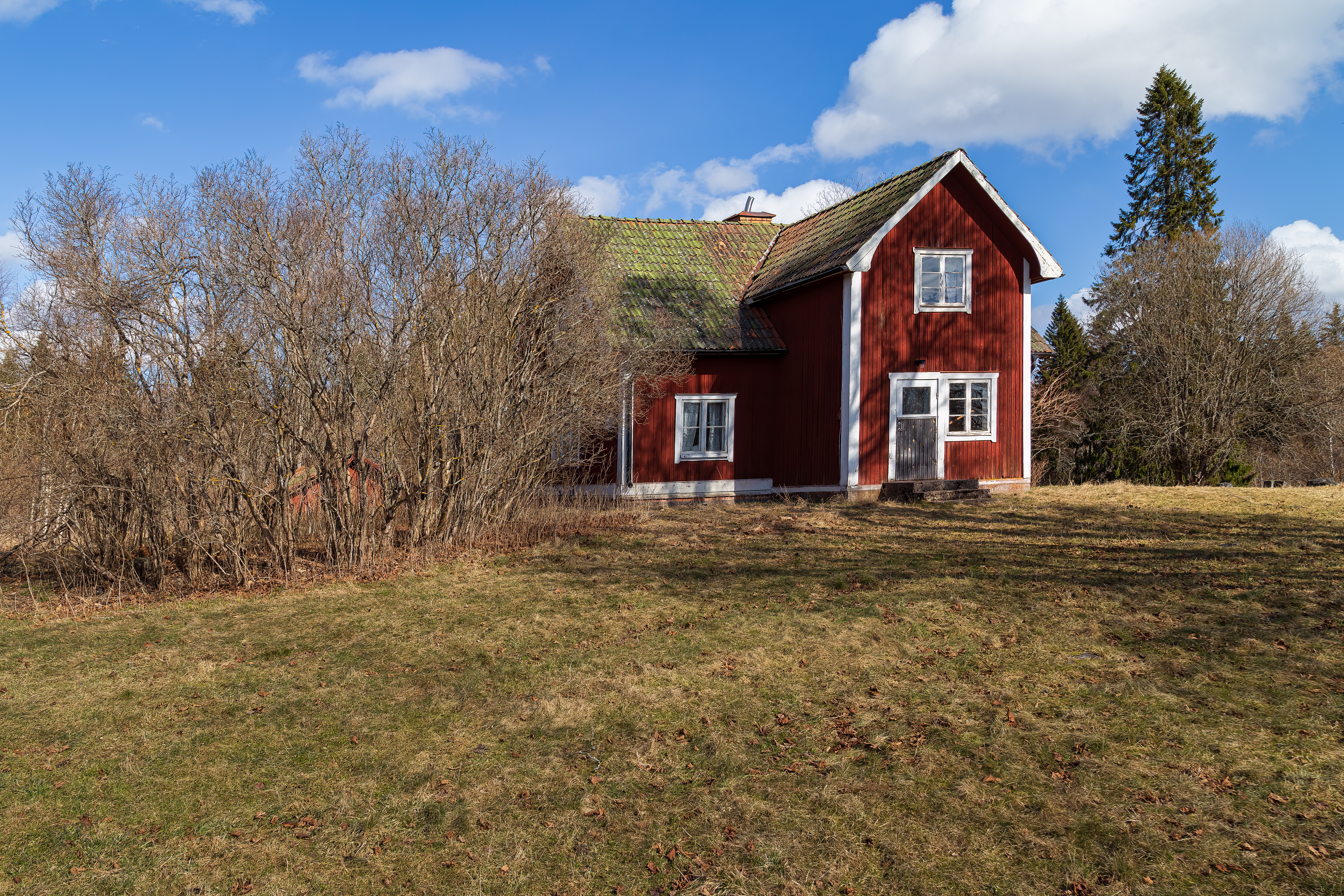
Hemmanet
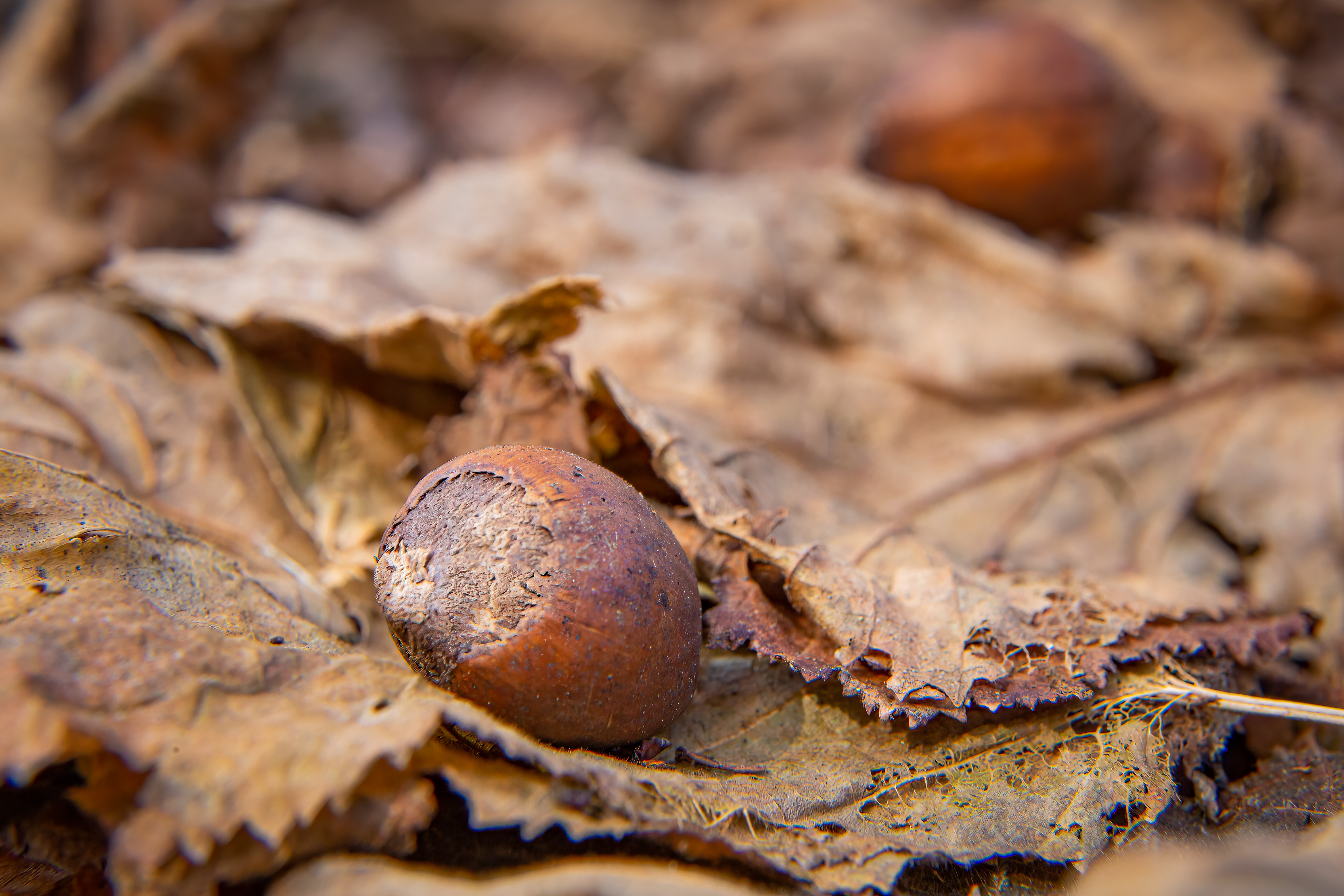
Nöt och löv av hassel

### Fotnoter
1. 1 2 3 4 5  Skyddade områden, naturreservat, 18 december 2015, läs onlineläs online, läst: 20 januari 2017.[källa från Wikidata]
2. ↑  Skyddade områden, naturreservat, 25 februari 2020, läs onlineläs online, läst: 25 februari 2020.[källa från Wikidata]
3. 1 2  Länsstyrelsen i Dalarna. ”Hässlen”. https://www.lansstyrelsen.se/dalarna/besok-och-upptack/naturreservat/hedemora/hasslen.html. Läst 15 april 2012.
4. ↑  Söderberg Margareta, red (1994). Värt att se i Sveriges natur (Aktualiserad och omarb. [uppl.]). Stockholm: Bonnier Alba. sid. 43. Libris 7247363. ISBN 91-34-51297-7 (inb.)